# Seong (cognome)
Seong (성?, 城, 宬, 成, 星, 盛?) è un cognome di lingua coreana.

## Possibili trascrizioni
Seng, Seung, Shung, Song, Sŏng, Soung, Sung.

## Origine e diffusione
Il cognome Seong è scritto con un solo hanja, che significa "riuscire" o "compiere" (成). Il censimento sudcoreano del 2000 ha rilevato 167.903 persone con questo cognome, in aumento del 6% rispetto alle 158.385 del censimento del 1985. Questo aumento è stato di gran lunga inferiore alla crescita del 15% della popolazione sudcoreana complessiva nello stesso periodo. Hanno fatto risalire le loro origini a un solo bon-gwan, la contea di Changnyeong. Questo era anche il luogo dove si formava la più alta concentrazione della popolazione locale, con 2.360 persone (3,61%).
In uno studio dell'Istituto nazionale per la lingua coreana basato sui dati della richiesta di passaporti della Corea del Sud del 2007, è emerso che il 67,4% delle persone con questo cognome lo scriveva in lettere latine come Sung nei loro passaporti. L'ortografia della romanizzazione rivista Seong era al secondo posto con il 29,4%. Le ortografie alternative più rare (il restante 3,2%) includevano Seung, Shung e l'ortografia Yale Seng.
Si tratta del 36º cognome per diffusione in Corea secondo i dati del Korean National Statistics Office del 2015. Nel Paese è portato da circa 199160 persone.

## Persone

### Governo e politica
- Seong Sam-mun (1418–1456), ufficiale della dinastia Joseon
- Seong Seung (morto nel 1456), ufficiale della dinastia Joseon
- Seong Huian (1461–1513), ufficiale della dinastia Joseon
- Seong Hon (1535–1598), ufficiale della dinastia Joseon
- Ui-bin Seong (1753–1786), concubina della dinastia Joseon
- Sung Jusik (1891–1956), attivista per l'indipendenza coreana, in seguito politico nordcoreano
- Seong Hye-rang (nato nel 1935), disertore nordcoreano
- Sung Yun-mo (nato nel 1963), politico sudcoreano
- Sung Jae-gi (1967–2013), attivista sudcoreano

### Cultura popolare
- Sung Dong-il (nato nel 1964), attore sudcoreano
- Sung Han-bin (nato nel 2001), cantante e ballerino sudcoreano, membro del gruppo Zerobaseone
- Song Hye-rim (1937-2002), attrice nordcoreana e amante di Kim Jong-il
- Sung Hyun-ah (nata nel 1975), attrice sudcoreana
- Sung Ji-ru (nato nel 1968), attore sudcoreano
- Sung Si-kyung (nato nel 1979), cantante di ballate sudcoreano
- Sung Yu-bin (nato nel 2000), attore sudcoreano
- Sung Yu-ri (nato nel 1981), cantante pop sudcoreano

### Sport
- Sung Nak-woon (1923–1986), attaccante del calcio sudcoreano
- Seong Nak-gun (nato nel 1962), velocista sudcoreano
- Sung Han-kook (nato nel 1963), giocatore di badminton sudcoreano
- Sung Jung-a (nato nel 1965), giocatore di basket sudcoreano
- Sung Kyung-hwa (nato nel 1965), giocatore di pallamano sudcoreano
- Sung Hee-jun (nato nel 1974), saltatore in lungo sudcoreano
- Sung Han-soo (nato nel 1976), attaccante del calcio sudcoreano (K League 1)
- Sung Jong-hyun (nato nel 1979), difensore di calcio sudcoreano (K League 1, China League One)
- Sung Kyung-mo (nato nel 1980), portiere di calcio sudcoreano (K League 1)
- Sung Min (nuotatore) (nato nel 1982), nuotatore sudcoreano
- Sung Hyun-ah (calciatore) (nato nel 1982), attaccante del calcio sudcoreano
- Seong Kyung-il (nato nel 1983), portiere di calcio sudcoreano (K League 1)
- Sung Si-bak (nato nel 1987), pattinatore di velocità su short track sudcoreano
- Seong Se-hyeon (nato nel 1990), bigodino sudcoreano
- Sung Ji-hyun (nato nel 1991), giocatore di badminton sudcoreano
- Sung Eun-ryung (nato nel 1992), slittino sudcoreano
- Seong Eun-jeong (nato nel 1999), golfista professionista sudcoreano
- Sung Nak-so, giocatore di ping pong sudcoreano

### Altro
- Seong Baek-in (nato nel 1933), tungusologo sudcoreano
- Dan Keun Sung (nato nel 1952), ingegnere elettronico sudcoreano
- Wonyong Sung (nato il Template:C.), professore sudcoreano di ingegneria elettronica e dell'informazione
- Jung Mo Sung (nato nel 1957), teologo brasiliano di origine sudcoreana
- Doris Sung (nata nel 1964), educatrice statunitense di origine coreana
- Seung-Yong Seong (nato nel 1965), immunologo sudcoreano
- Kiwan Sung (nato nel 1967), poeta sudcoreano
- Hugh Sung (nato nel 1968), pianista classico statunitense di origine coreana
- Shi-Yeon Sung (nato nel 1975), direttore d'orchestra classico sudcoreano
- Steve Sung (nato nel 1985), giocatore di poker sudcoreano
- Mikyung Sung (nato nel 1993), contrabbassista sudcoreano
- Lea Seong, stilista sudcoreana